# Broomfield (Essex)
Pour les articles homonymes, voir Broomfield.
Broomfield est un village et une banlieue résidentielle situé dans le district Cité de Chelmsford dans l'Essex en Angleterre.
Sa population était de 3,971 habitants en 2008.
On y trouve un important site d'accueil et traitement des urgences.